# Маја Татић
Маја Татић (Београд, 30. октобар 1970) српска је певачица поп музике.
Још као девојчица, Маја је учествовала на бројним дечијим фестивалима, а певањем професионално почиње да се бави са 17 година. Године 1992. одлази на Канарска Острва где живи наредних осам година и у том периоду наступа по локалним клубовима где изводи песме познатих светских музичких звезда, попут групе АББА и Тине Тарнер.
Широј јавности у земљи постаје позната након учешћа на Песми Евровизије 2002. у Талину, где је са нумером На јастуку за двоје заузела 13. место са 33 освојена бода. 2004. објавила је дебитантски албум Лагали су ме за продукцијску кућу Сити рекордс.
Године 2008. објавила је и други студијски албум под називом Моја те је душа познала.

## Фестивали
- 2002. БХ избор за Пјесму Еуровизије - На јастуку за двоје, победничка песма
- 2002. Евросонг - На јастуку за двоје, 13. место
- 2002. Сунчане скале, Херцег Нови - За мало њежности
- 2002. Бања Лука - Још те волим (Вече забавне музике)
- 2005. Пјесма Медитерана, Будва - Истина
- 2005. Бања Лука - Научи ти да волиш (Вече забавне музике)
- 2007. Радијски фестивал, Србија - Чувај леђа
- 2009. Хрватски радијски фестивал - Срећа и нада